# Vakcína Sinopharm WIBP proti covidu-19
Vakcína Sinopharm WIBP proti covidu-19, známá také jako WIBP-CorV, je jedna ze dvou inaktivovaných virových vakcín proti covidu-19 vyvinutých společností Sinopharm. Vzájemně hodnocené výsledky ukazují, že WIBP-CorV je ze 72,8 % účinný proti symptomatickým případům a na 100 % proti těžkým případům (26 případů v očkované skupině oproti 95 případům ve skupině s placebem). Další vakcínou proti inaktivovanému viru covid-19 vyvinutou společností Sinopharm je BBIBP-CorV, která je srovnatelně úspěšnější. Očekává se, že se ročně vyrobí 1 miliarda dávek.

## Lékařské použití
Vakcína se podává intramuskulární injekcí. Podávají se 2 dávky za 3 týdny.

### Účinnost
V květnu 2021 recenzované výsledky publikované ve studiích JAMA fáze III ve Spojených arabských emirátech a Bahrajnu ukázaly, že WIBP-CorV je ze 72,8 % účinný proti symptomatickým případům a ze 100 % proti těžkým případům (26 případů ve skupině s očkováním oproti 95 případům ve skupině s placebem). V těchto studiích dostalo WIBP-CorV 12 743 lidí a 12 737 lidí placebo.

## Výroba
V červnu 2021 zahájila výrobu nová továrna s kapacitou 1 miliardy dávek ročně.

## Historie
V dubnu 2020 Čína schválila klinické zkoušky kandidátní vakcíny na covid-19 vyvinuté Pekingským institutem biologických produktů Sinopharm (BBIBP-CorV) a Wuchanským institutem biologických produktů (WIBP-CorV). Obě vakcíny jsou chemicky inaktivované celovirové vakcíny proti covidu-19.
Dne 13. srpna 2020 zveřejnil Wuchanský institut biologických produktů předběžné výsledky svých klinických studií fáze I (96 dospělých) a fáze II (224 dospělých). Zpráva uvádí, že vakcína má nízkou míru nežádoucích reakcí a vykazuje imunogenicitu, ale dlouhodobější hodnocení bezpečnosti a účinnosti by vyžadovalo zkoušky fáze III.

### Klinické testy
V březnu 2021 Cayetano Heredia University provedla studie BBIBP-CorV a WIBP-CorV v Peru a oznámila, že preferuje BBIBP-CorV, který prokázal vyšší účinnost.

### Oprávnění
Dne 25. února 2021 Čína schválila WIBP-CorV pro všeobecné použití.
Podle New York Times je WIBP-CorV schválen pouze pro omezené použití ve Spojených arabských emirátech.
Dne 19. srpna 2021 Filipíny schválily WIBP-CorV pro nouzové použití.